# Soroll blanc

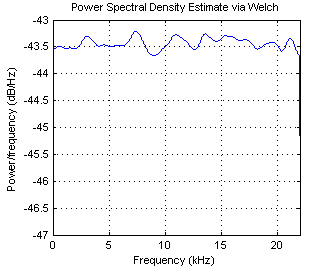
Fig.1 Densitat espectral de potència (PSD) del soroll blanc estimada amb el mètode de Welch

El soroll blanc és un senyal aleatori (procés estocàstic) que es caracteritza pel fet que els seus valors de senyal en dos instants de temps diferents no guarden correlació estadística. Com a conseqüència, la seva densitat espectral de potència (PSD, Power Spectral Density) és una constant, és a dir que la seva gràfica és plana. Això significa que el senyal conté totes les freqüències i totes elles tenen la mateixa potència. El mateix fenomen ocorre amb la llum blanca i per això rep aquest nom. Si la PSD no és plana, llavors es diu que el soroll està "acolorit" (correlacionat). Segons la forma que tingui la gràfica de la PSD del soroll, és a dir que predominen freqüències per sobre d'altres, es defineixen diferents colors.

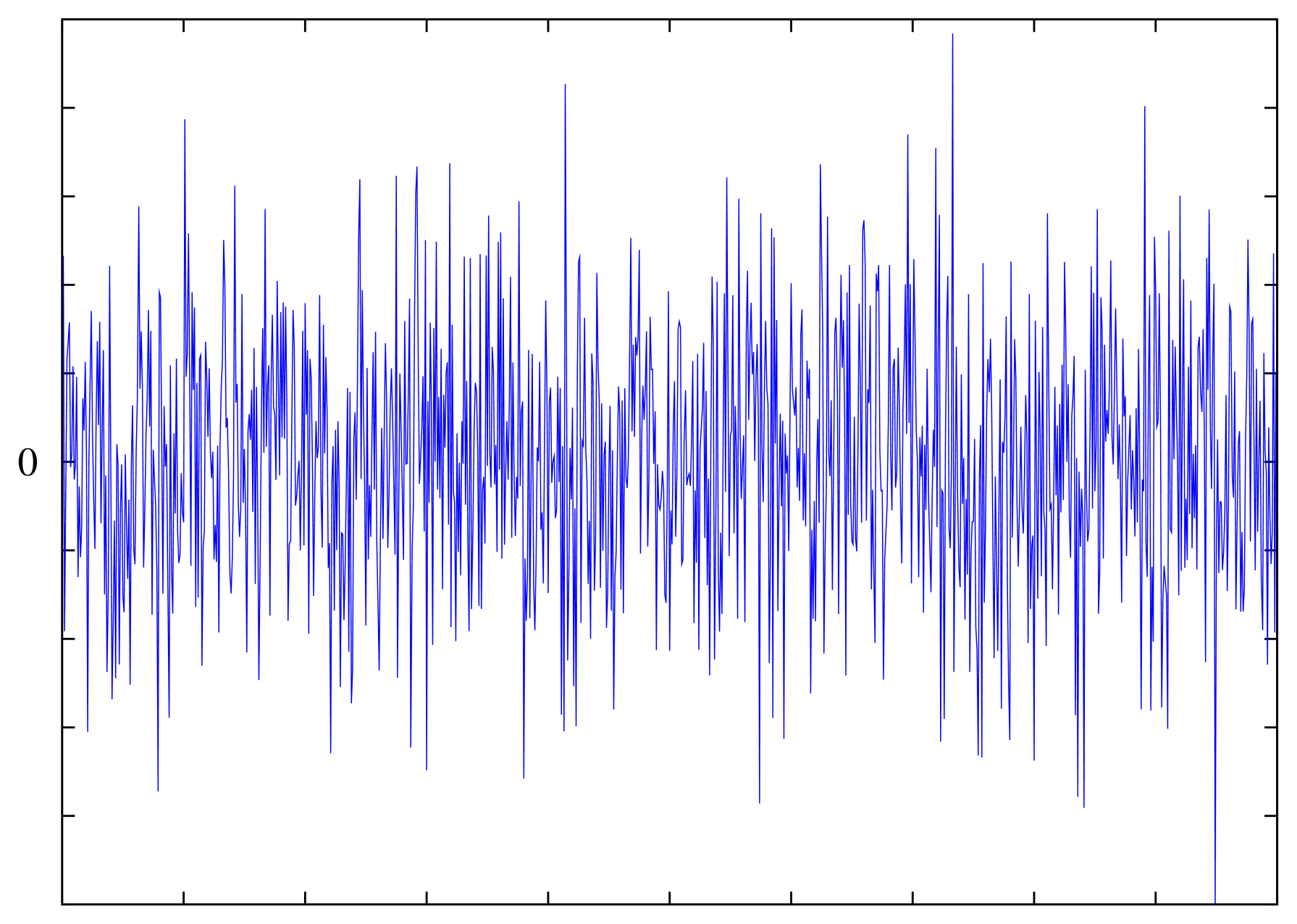
Fig.2 Representació temporal d'un soroll blanc

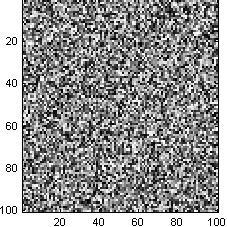
Fig.3 Aquesta imatge en blanc i negre té soroll blanc, els seus píxels no tenen correlació entre ells i, per tant, la seva densitat espectral de potència es constant. Si la imatge fos en color, llavors la "neu" seria de colors aleatoris. Aquesta és la típica imatge que es veu a la pantalla d'una televisió analògica quan no s'hi està sintonitzant cap canal. El senyal que rep el desmodulador es pot considerar com un soroll blanc, ja que es el resultat de sumar el soroll electromagnètic del canal de radio mes el que generen els propis circuïts electrònics de la televisió, múltiples interferències de baixa intensitat totes independents entre elles, etc. En aquest últim cas, la "neu" no seria estàtica sinó que canviaria constantment amb el temps ja que el senyal de televisió és un senyal de vídeo i és una successió d'imatges.

## Aplicacions

### Enginyeria
- Processament de senyal: serveix per determinar la funció de transferència de qualsevol sistema lineal i invariant en el temps (LTI, Linear Time Invariant). En acústica, per exemple, la funció de transferència s'utilitza per mesurar l'aïllament acústic i la reverberació de la sala. El la síntesi d'àudio (música electrònica) s'utilitza per sintetitzar el so d'instruments de percussió, o els fonemes muts /s/ /t/ /f/, etc. També pot ser utilitzar per millorar les propietats de convergència de certs algoritmes de filtrat adaptatiu mitjançant la injecció d'un petit senyal de soroll blanc en algun punt del sistema.

### Informàtica
- Generació de nombres aleatoris de qualitat: el soroll blanc generat per alguns processos físics naturals o artificials es fa servir com a base per generar nombres aleatoris de qualitat, ja que és una font d'entropia.

### Acústica
- Ús en vehicles d'emergència: alguns vehicles d'emergència el fan servir, ja que és fàcil distingir-lo del soroll de fons i no queda emmascarat per l'eco, per això és més fàcil la seva localització espacial.
- Ús en éssers humans: El soroll blanc pot fer-se servir per desorientar a persones abans d'un interrogatori i com a tècnica de privació sensorial. Per una altra banda, el soroll blanc de baixa intensitat pot afavorir la relaxació i el son (vegeu insomni). Es poden usar llargues seqüències de soroll blanc gravats, i aparells electrodomèstics que fan ús del principi del soroll blanc per "emmascarar" els sorolls molests.

### Música
- El soroll blanc s'empra normalment en la producció de música electrònica,ja sigui directament o com a entrada d'un filtre per a crear altres senyals de soroll. S'utilitza molt en síntesi d'àudio, típicament per a crear instruments de percussió.

## Definició formal
Sigui un senyal x(t) definit en el temps, llavors x(t) serà soroll blanc si la densitat espectral de potència és una constant (vegeu Fig.1):
{\displaystyle S_{xx}(f)=\left|X(f)\right|^{2}}= constant
on
{\displaystyle X(f)} és la transformada de Fourier de x(t) {\displaystyle X(f)=\int _{-\infty }^{\infty }x(t)\ e^{-2\pi ift}\,dt}